# Bounyong Boupha
 Bounyong Boupha  és una política laosiana. És membre del Partit Popular Revolucionari de Laos. És representant de l'Assemblea Nacional de Laos per a la ciutat de Vientiane (Constitució 1).